# Raja texana
Raja texana är en rockeart som beskrevs av Chandler 1921. Raja texana ingår i släktet Raja och familjen egentliga rockor. IUCN kategoriserar arten globalt som otillräckligt studerad. Inga underarter finns listade i Catalogue of Life.